# Maecenata Stiftung

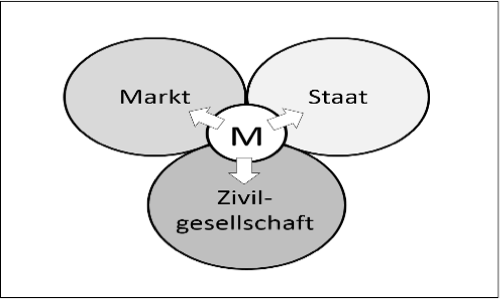
Maecenata Stiftung („M“), Eigendarstellung (Stand: April 2021)

Die Maecenata Stiftung ist eine 2010 von Rupert Graf Strachwitz in München gegründete Stiftung bürgerlichen Rechts mit den Zwecken (u. a.) der Förderung von Wissenschaft Bildung und Forschung, Katastrophenvorsorge/humanitärer Hilfe, Entwicklungszusammenarbeit, internationalem Spendentransfer, zivilgesellschaftlichem Engagement und Flüchtlingshilfe. Die Selbstbezeichnung von Maecenata lautet Think Tank für Zivilgesellschaft.

## Geschichte und Aufgaben
Seit 1997 existiert(e) als Vorläufer schon das ebenfalls von Rupert Graf Strachwitz gegründete Maecenata Institut für Philanthropie und Zivilgesellschaft (seit 2004 An-Institut der Humboldt-Universität Berlin), heute Teil der Stiftung. Strachwitz führte zudem seit 1987 die Stiftungsverwaltungsfirma Maecenata Management GmbH, die 2010 vom Deutschen Stiftungszentrum übernommen wurde und dann die neue Maecenata Stiftung mit Vermögen ausstattete.
Die Maecenata Stiftung selbst wurde 2010 zum einen gegründet, um den internationalen Transfer von Spenden zu vereinfachen. So ist unter Beteiligung der Maecenata Stiftung etwa das transnationale Netzwerk Transnational Giving (TG) mit 21 Organisationen in jeweils einem europäischen Land entstanden, über das 2019 zum Beispiel 13,62 Mio. Euro eingenommen und umverteilt wurden. Ein Beispiel für diesen Programmschwerpunkt und diesbezüglichen Stiftungszweck ist die Beteiligung an der internationalen Spendensammlung nach dem Brand von Notre Dame 2019. In Deutschland wurden 2019 mit Teilen der TG-Gelder überwiegend Projekte im Bereich Gesundheit, Kultur und humanitäre Hilfe/Entwicklungszusammenarbeit gefördert.
Die Stiftung selbst listet neben (o. g.) TG und der Arbeit des o. g. Maecenata Instituts für Philanthropie und Zivilgesellschaft heute (Stand: 2021) weitere vier Schwerpunkte der Arbeit auf: Entwicklung der europäischen Zivilgesellschaft (u. a. über eine Schriftenreihe mit Texten etwa von Robert Menasse), Entwicklung der deutschen Zivilgesellschaft, Nahost/islamischer Raum (MENA-Study-Centre unter Leitung des Islamwissenschaftlers Udo Steinbach) und seit 2018 Analyse und Debatte humanitäre Hilfe mit dem Centre for Humanitarian Action (CHA) als Thinktank für Fragen der deutschen und internationalen humanitären Hilfe.
2018 wurde – aufgrund von fehlendem Eigenkapital – mit Unterstützung von Maecenata über eine Treuhandkonstruktion die Stiftung Islam in Deutschland gegründet, die erste in Deutschland rechtsfähige Stiftung nach islamischen Grundsätzen. Im gleichen Jahr veröffentlichte Maecenata zusammen mit dem Bundesverband deutscher Stiftungen die Studie „Die Stiftung als Unternehmung und Investor“.
2020 wurde eine seit 1989 parallel zum einschlägigen deutschen Verband geführte Stiftungsdatenbank (auch: bis dahin von Maecenata herausgegebenes Stiftungshandbuch mit zuletzt 6000 Porträts von deutschen und europäischen Institutionen auf 1800 Seiten) aufgelöst und an den Bundesverband Deutscher Stiftungen übergeben. Im gleichen Jahr veröffentlichte die Maecenata-Stiftung eine Studie zu den Auswirkungen der Coronapandemie auf gemeinnützige Einrichtungen wie Vereine.
Maecenata gibt zahlreiche interdisziplinäre wissenschaftliche und Fachpublikationen heraus, darunter das Handbuch Zivilgesellschaft, Anstifter zur Beteiligung und Stiftungen seit 1800.
Die Stiftung ist Mitglied und war 2011 Mitgründer der Initiative transparente Zivilgesellschaft.

## Rezeption, Kontroversen und Kritik
Die Maecenata Stiftung beteiligt sich immer wieder an aktuellen öffentlichen Debatten um die private und öffentliche Finanzierung von Wohlfahrt und Gemeinnützigkeit. Dabei geht es zum Beispiel um die juristische oder moralische Beurteilung der Personal- und Verwaltungskosten von Engagements gemeinnütziger Träger in Deutschland (Beispiele: Gehälter des Führungspersonals Diakoniewerk Bethel 2017 und AWO Frankfurt 2020), Transparenz-, sonstige Rechtsfragen und Überlegungen zur Professionalität im Stiftungs- und Gemeinnützigkeitswesen, die Verwendung von Erbschaften oder auch um Fürsorgepflichten der öffentlichen Hand gegenüber der Zivilgesellschaft in der Coronapandemie (2020).
2021 trat die Maecenata Stiftung zusammen mit Transparency International öffentlich beachtet als Kritikerin der vom Land Mecklenburg-Vorpommern neu ins Leben gerufenen Stiftung Klima- und Umweltschutz MV (in Bezug auf das Projekt Nordstream 2) auf. Die Gründung sei „politischer Missbrauch des guten Rufs von Stiftungen“.